# Alexander Harling
Erik Alexander Harling, född 23 november 1895 i Stockholm, död 5 november 1955, var en svensk målare och grafiker.
Han var son till köpmannen Eric Israelsson och Nanny Elisabet Harling och från 1929 gift med Märtha Eugenia Ottilia Åkerström. Harling studerade vid Edward Berggrens målarskola i Stockholm samt vid Konsthögskolan 1940-1945. Separat ställde han ut på Louis Hahnes konstsalong i Stockholm 1949 och han medverkade ett flertal gånger i utställningar med Onsdagsgruppen och Sveriges allmänna konstförening. Hans konst består av stads- och landskapsbilder från gamla Stockholm, Öland och Skåne. Harling är representerad vid Moderna museet, Stockholms stadsmuseum och Gustav VI Adolfs samling.